# Goniothalamus kostermansii
Goniothalamus kostermansii este o specie de plante din genul Goniothalamus, familia Annonaceae, descrisă de Mat-salleh. Conform Catalogue of Life specia Goniothalamus kostermansii nu are subspecii cunoscute.